# Robliza
Robliza es una entidad de población española, hoy día despoblada, del municipio de La Encina, perteneciente a la provincia de Salamanca, en la comunidad autónoma de Castilla y León.

## Toponimia
El lugar puede encontrarse referido como Robliza y Robliza de Hortaces.

## Historia
Hacia mediados del siglo XIX, el lugar, un despoblado, ya pertenecía al municipio de La Encina. Aparece descrito en el decimotercer volumen del Diccionario geográfico-estadístico-histórico de España y sus posesiones de Ultramar de Pascual Madoz con las siguientes palabras:

ROBLIZA DE HORTACES: desp. en la prov. de Salamanca, part. jud. de Ciudad-Rodrigo, térm. municipal de Encina.
(Madoz, 1849, p. 527)

En 2023, la entidad singular de población de Robliza tenía empadronados 0 habitantes.